# Belgrandia gibba
Belgrandia gibba е вид коремоного от семейство Hydrobiidae. Видът е почти застрашен от изчезване.

## Разпространение
Разпространен е във Франция.